# Friedrich Ferdinand Franz von der Leyen
Friedrich Ferdinand Franz Anton von der Leyen und zu Hohengeroldseck (7 janvier 1709 † 16 février 1760) est un comte impérial allemand.

## Ascendance
Friedrich Ferdinand est le fils du comte impérial Carl Caspar Franz von der Leyen (1655-1739) et de la comtesse Sophie Maria von Schönborn-Wiesentheid (1670-1742). 

## Biographie
En 1733, il devient seigneur de Blieskastel, Münchweiler et Burrweiler. Sous son règne, une forge est fondée à Saint-Ingbert en 1734 et en 1739, il établit sa capitale à Coblence.

## Descendance
Il épouse la comtesse Maria Charlotte Auguste von Hatzfeldt-Trachenberg und Gleichen (1715-1774) le 18 octobre 1733 à Breslau et a quatre enfants avec elle.
- Sophie Charlotte Maria Anna Walpurga (1735; † 1797) ∞ Lothar-Franz Wilhelm Henrich Hyacinth Victor, comte et marquis de Hoensbroech
- Franz Georg Carl (né en 1736 † 1775), comte impérial
- Damian Friedrich Philipp Franz (né en 1738 et † 1817)
- Franz Erwin Karl Kaspar von der Leyen und zu Hohengeroldseck (1741-1809)

## Sources
- « Saarland Biografien », sur www.saarland-biografien.de (consulté le 18 mars 2022)

- « House of Leyen », sur www.almanachdegotha.org (consulté le 18 mars 2022)